# Comuna Polstvîn, Kaniv
Polstvîn (în ucraineană Полствин) este o comună în raionul Kaniv, regiunea Cerkasî, Ucraina, formată din satele Malîi Rjaveț și Polstvîn (reședința).

## Demografie
Componența lingvistică a comunei Polstvîn
     Ucraineană (96,93%)
     Rusă (2,61%)
     Alte limbi (0,31%)
Conform recensământului din 2001, majoritatea populației comunei Polstvîn era vorbitoare de ucraineană (96,93%), existând în minoritate și vorbitori de rusă (2,61%).